# Bistum Kumbakonam
Das Bistum Kumbakonam (lateinisch Dioecesis Kumbakonamensis) ist eine in Indien gelegene römisch-katholische Diözese mit Sitz in Kumbakonam.

## Geschichte
Das Bistum Kumbakonam wurde am 1. September 1899 durch Papst Leo XIII. aus Gebietsabtretungen des Erzbistums Pondicherry errichtet und diesem als Suffraganbistum unterstellt. Am 26. Mai 1930 gab das Bistum Kumbakonam Teile seines Territoriums zur Gründung des Bistums Salem ab.

## Territorium
Das Bistum Kumbakonam umfasst zwölf Taluks in den Distrikten Perambalur, Thanjavur, Tiruvarur, Tiruchirappalli und South Arcot im Bundesstaat Tamil Nadu.

## Bischöfe von Kumbakonam
- Hugues-Madelain Bottero MEP, 1899–1913
- Marie-Augustine Chapuis MEP, 1913–1928
- Peter Francis Rayappa, 1931–1954
- Daniel Paul Arulswamy, 1955–1988
- Peter Remigius, 1989–2007, dann Bischof von Kottar
- Francis Antonysamy, 2008–2024
- Jeevanandam Amalanathan, seit 2024